# オニクイナ
オニクイナ(鬼水鶏、学名：Rallus longirostris) は、ツル目クイナ科に分類される鳥類の一種である。

## 分布
アメリカから、メキシコ、西インド諸島と、コロンビアからエクアドル西部、ブラジル東部までの南アメリカに分布する。

## 形態
体長30.5-47cm。クイナ属の中では最大の種である。多くの亜種に分かれ、体長、羽色が異なる。基亜種は、体の上面は赤紫がかった褐色もしくは緑色がっかった褐色で、頭部は色が濃い。肩羽から雨覆にかけて褐色の縞模様が入る。のどは淡い褐色で、頸から胸にかけては茶褐色から淡い黄褐色、腹部は淡い茶褐色に白色の横縞が入る。虹彩は赤橙色か淡い黄色、嘴は褐色か黄色である。

## 生態
沿岸や、内陸の河川等の周囲の湿地に生息する。あまり飛翔せず、外敵にあった時は走って逃げる。
昆虫類、両生類、甲殻類や小型の爬虫類、魚類を捕食するほか、植物の種子や地下茎も食べる。
繁殖期は熱帯地方では夏期、その他の地域では3-6月である。水辺の藪や茂み中に営巣し、雄がほとんど造巣する。1腹6-14個の卵を産む。抱卵は雌雄で行い、抱卵期間は18-22日である。

## 亜種
以下の24亜種に分類される。主に羽色と体長の違いから、別種として分類されることがある亜種もある。
- Rallus longirostris longirostris

基亜種。コロンビアからフランス領ギアナまでの南アメリカ北部に分布する。
- Rallus longirostris elegans

北アメリカ東部に分布する。北部で繁殖した個体は冬期にアメリカ合衆国南部やメキシコ東部に渡り越冬する。本亜種は羽色が他亜種と異なるため、別種（英名：King Rail、和名：オウサマクイナ）とされることもある。この場合、学名はRallus elegansとなる。ただし、野生下でClapper Railとの交雑例も多いため、同種として扱う説も有力である。
- Rallus longirostris obsoletus
- Rallus longirostris levipes
- Rallus longirostris beldingi
- Rallus longirostris yumanensis

以上4亜種は、アメリカ西部からカルフォニア半島にかけて分布する。
- Rallus longirostris crepitans
- Rallus longirostris waynei
- Rallus longirostris saturatus
- Rallus longirostris scotti
- Rallus longirostris insularum

以上5亜種は、アメリカ東部から中部にかけて分布する。
- Rallus longirostris tenuirostris
- Rallus longirostris pallidus
- Rallus longirostris grossi
- Rallus longirostris belizensis

以上4亜種はメキシコに分布する。
- Rallus longirostris coryi
- Rallus longirostris ramsdeni
- Rallus longirostris leucophaeus
- Rallus longirostris caribaeus

以上4亜種は西インド諸島に分布する。
- Rallus longirostris margaritae
- Rallus longirostris phelpsi
- Rallus longirostris pelodramus

以上3亜種は、南アメリカ北部に分布する。
- Rallus longirostris crassirostris

ブラジル東部に分布する。
- Rallus longirostris cypereti

エクアドル西部に分布する。

## 人間との関係
種全体としての生息数は危機的な状態ではないが、亜種によっては生息地の環境破壊等によって生息数が減少しているものもある。